# Dafnousia
Dafnousia (griechisch Δαφνούσια (n. pl.), auch Dafnoussia) ist seit 2011 ein Gemeindebezirk in Mittelgriechenland. Benannt wurde die ehemalige Gemeinde nach Daphnous, dem antiken Namen von Agios Konstantinos.

## Lage
Das Gemeindegebiet gehört zur historischen Landschaft Lokris. Es ist an der Küste des mittelgriechischen Festlands gegenüber der Insel Euböa (Evia) gelegen. Im Westen grenzte Dafnousia an Agios Konstantinos, im Südwesten an Amfiklia-Elatia, im Süden an Atalandi. Im Norden und Osten bildete die Küste des nördlichen Golfes von Evia, in den das zum Gemeindegebiet gehörende Kap Arkitsa vorspringt, die Gemeindegrenze.

## Charakter
Der Großteil des Gebiets der ehemaligen Gemeinde liegt in einer fruchtbaren Küstenebene, die von der  Autobahn 1 durchschnitten und landwirtschaftlich genutzt wird. Livanates ist für den Kartoffelanbau bekannt (die Herkunftsbezeichnung ist geschützt). Ferner werden Gemüse, Oliven, Tabak und Baumwolle angebaut. Arkitsa besitzt einen Hafen und hat als Anlegestelle der Fähre nach Loutra Edipsou auf Euböa eine gewisse Verkehrsbedeutung. Das Dorf Goulemi liegt bereits in den hügeligen Ausläufern des Kallidromos-Gebirges.

## Verwaltungsgliederung
Mit der der Gemeindereform 1997 wurde aus dem Zusammenschluss von drei Landgemeinden die Gemeinde Dafnousia  gebildet, mit Sitz der Gemeindeverwaltung in Livanates. Diese Gemeinde ging im Zuge der Verwaltungsreform 2010 als Gemeindebezirk in der neuen Gemeinde Lokri auf. Der Gemeindebezirk ist in einen Stadtbezirk und zwei Ortsgemeinschaften untergliedert, die lokale Vertretungen wählen.
| Stadtbezirk Ortsgemeinschaft | griechischer Name            | Code     | Fläche (km²) | Einwohner 2011 | Dörfer und Siedlungen                                                |
| ---------------------------- | ---------------------------- | -------- | ------------ | -------------- | -------------------------------------------------------------------- |
| Livanates                    | Δημοτική Κοινότητα Λιβανατών | 27040201 | 37,304       | 2559           | Livanates                                                            |
| Arkitsa                      | Τοπική Κοινότητα Αρκίτσας    | 27040202 | 26,802       | 0939           | Agia Ekaterini, Agios Nikolaos, Arkitsa, Kalypso, Melidoni, Pournara |
| Goulemi                      | Τοπική Κοινότητα Γουλεμίου   | 27040203 | 13,900       | 0131           | Goulemi                                                              |
| Gesamt                       | Gesamt                       | 270402   | 78,006       | 3629           |                                                                      |

## Geschichte
Livanates war seit frühester Zeit besiedelt. Der Pirgos genannte Hügel in Livanates scheint aus wiederholten Aufschüttungen zum Schutz gegen Belagerungen entstanden sein. Er soll das bei Homer im Schiffskatalog der Ilias erwähnte Kynos, der Hafen von Opus, sein, wo nach der Überlieferung Deukalion und Pyrrha nach der Deukalionischen Flut lebten. Archäologische Ausgrabungen im nordwestlichen Bereich zeigten, dass die Stätte seit der Kupfersteinzeit (3000 vor Chr.) bis zur byzantinischen Zeit (5. bis 6. Jahrhundert nach Chr.) durchgehend besiedelt war.
In Livanates wurde 1740 der Armatole Andreas Androutsos geboren, der Vater von Odysseas Androutsos, einem Helden der Griechischen Revolution.
In der Gegend von Arkitsa befand sich das antike Alopi. Hier landete Athen seine Truppen unter Kleopompos, um Lokris zu unterwerfen und Euböa zu beherrschen. Das Unternehmen endete mit der Niederlage von Lokroi und der Zerstörung von Thronion. Nach Thukydides wurde Alopi durch ein Erdbeben zerstört.
Das heutige Arkitsa wurde ab 1750 von Zuzüglern aus der näheren Umgebung, aber auch von der Peloponnes erbaut. 1810 gab es etwa dreißig Häuser. Zu dieser Zeit ließ Königin Amalia die erste Schule und die Kirche Agios Georgios erbauen. 1894 wurde der Ort durch ein Erdbeben zerstört, danach wieder aufgebaut.

## Sehenswürdigkeiten

### Metamorphosis-Kirche bei Livanates
In einer lieblichen grünen Umgebung, etwa 4 km von Livanates entfernt, liegt das Metamorphosis-Kloster. Früher ein Mönchskloster, wurde es 1977 in ein Nonnenkloster umgewandelt. Während der Osmanischen Herrschaft war das Kloster, das über große Ländereien verfügte, sehr vermögend und mächtig. Als in der Nähe des Klosters ein Türke ermordet wurde, wurde es durch eine Vergeltungsaktion der türkischen Besatzer beschädigt. Während der Griechischen Revolution unterstützte es Odysseas Androutsos. Nach der Unabhängigkeitserklärung Griechenlands wurde es durch König Otto geschlossen und der Grundbesitz an Bauern verteilt. Die Ikone der Metamorphosis (Verklärung Christi) stammt aus der Mitte des 19. Jahrhunderts. 

### Agia-Ekaterina-Kirche
Beim Ortsteil Melidoni befindet sich die frühchristliche Basilika aus dem 4. oder 5. Jahrhundert mit erhaltenen Mosaiken.